# Marta Hillers
Marta Hillers (Krefeld, 1911. május 26. – Bázel, 2001. június 16.) német újságíró. Posztumusz az Eine Frau in Berlin című önéletrajzi történet révén vált ismertté, amely életében csak névtelenül jelent meg. Ebben beszámol a berliniek mindennapi életéről a második világháború végén a szovjet megszállás alatt, különös tekintettel a német nőket tömegesen megerőszakoló Vörös Hadsereg katonáira.

## Életrajza
Marta Hillers egy gyárigazgató gyermekeként született, aki 1916-ban halt meg a háborúban. Ezután édesanyja nevelte fel két testvérével. 1925 és 1930 között egy reálgimnáziumba járt, majd kezdetben krefeldi és düsseldorfi cégirodákban dolgozott, szakképesítés nélkül. 1931 szeptembere és 1933 májusa között Lengyelországba, Grúziába, Örményországba, Oroszországba, Törökországba, Görögországba és Olaszországba utazott, ahol európai és amerikai lapok fotósaként dolgozott. Mint a KPD párt aktivistája az 1930-as évek elején, Hillers ennek a pártnak a női munkájáért volt felelős Benrathban. 1932/33-ban Moszkvában dolgozott a Szojuzfoto állami fotóügynökségnél. Ellentétben azzal, mint később mondta, jól beszélte az orosz nyelvet. Szovjetunióbeli tartózkodása alatt a KPD Központi Bizottsága javasolta, hogy az SZKP jelöltje legyen.
1933 májusától 1934 júliusáig Hillers történelmet és művészettörténetet tanult a Sorbonne-on. Folyékonyan beszélt franciául. 1934-ben Berlinbe költözött és szabadúszó újságíróként dolgozott számos újságnál és folyóiratnál a nemzetiszocialista Németországban. Yuliya von Saal történész szerint Hillers „kispropagandistaként” támogatta a náci rezsimet, például a Hilf mit!, a Nemzetiszocialista Pedagógusszövetség lapjában. Az 1945 áprilisa és júniusa közötti háború végén, amelyről naplóbejegyzéseiben beszámol, Hillers az Ins Neue Leben ifjúsági folyóiratnál dolgozott, amelynek 1948 augusztusától főszerkesztője volt. Az 1950-es években feladta újságírói munkáját, miután megismerkedett egy svájci férfival és Bázelbe költözött vele, ahol élete végéig élt.
1945. május 11-i naplóbejegyzésében leltárt készített:
 Egyrészt jól mennek a dolgaim, friss és egészséges vagyok. Nem szenvedtem semmilyen fizikai sérülést. Az az érzésem, hogy kiválóan fel vagyok készülve az életre, mintha úszóhártyás lábam lett volna a sárhoz. Alkalmazkodtam a világhoz. Nem vagyok kényes… A másik oldalon csak mínuszok vannak. Már nem tudom, mit kellene tennem a világban. Senkinek sem vagyok nélkülözhetetlen. Csak állok, várok. Nem látok magam előtt sem célt, sem feladatot. 

## Egy nő Berlinben
A német Kurt Marek író segítségével Hillers 1954-ben kiadta könyvét az Egyesült Államokban. Marek beleegyezett a névtelenségbe, és gondoskodott az angol fordításról. 1955-ben a könyv az Egyesült Királyságban jelent meg Secker és Warburg kiadásában.
Jól ismert "naplója" C. W. Ceram kezdeményezésére 1954-ben jelent meg először névtelenül és angolul, majd 1959-ben németül is. A negatív reakciókon meglepődve Hillers életében betiltotta a további publikációkat. Ezt követően a könyvet évtizedekre szinte teljesen elfelejtette a nagyközönség. Az 1980-as évek végén állítólag fénymásolat formájában terjedt el az érdeklődő körökben Nyugat-Berlinben. Az eredeti kiadást még ma is nehéz beszerezni.
Hillers 1959-ben kiadta német nyelvű memoárját egy svájci Kossodo kiadónál, és ismét ragaszkodott a névtelenséghez. A könyv ellenséges kritikákat kapott Németországban, és nem fogyott jól. Hillerst (akinek a nevét egyelőre nem hozták nyilvánosságra) azzal vádolták, hogy „a német nők becsületét gyalázta meg", „szégyentelen erkölcstelenséggel" és kommunistaellenes propagandával vádolták. Az egyik kritika azzal vádolta, hogy meghamisította a beszámolóját és „rosszszolgálatot tett a berlini nőknek”.
2003-ban megjelent egy új kiadás, amely kezdetben nagy dicséretet kapott, de később vitákat váltott ki. Többek között megkérdőjelezték az ábrázolás hitelességét és Hillers szerzőségét.
A 2003-as német kiadást kiadó Hans Magnus Enzensberger a könyv fogadtatásáról a háború utáni években írt:
 "A német olvasók nyilvánvalóan nem voltak készek szembenézni néhány kellemetlen igazsággal... A német nőknek nem kellett volna a nemi erőszak valóságáról beszélniük; a német férfiak pedig inkább nem impotens szemlélőnek nézték őket, amikor a győztes oroszok követelték a hadizsákmányukat. A szerző hozzáállása súlyosbító tényező volt: az önsajnálattól mentesen, tiszta szemmel látva honfitársainak a náci rezsim összeomlása előtti és utáni viselkedését, minden, amit írt, szembeszállt a háború után uralkodó önelégültséggel és amnéziával."
E vita után Hillers megtagadta, hogy életében újra kiadják a könyvet. Németországban fénymásolt formában terjedt el, és az 1970-es években népszerű volt a német feministák körében. Hans Magnus Enzensberger költő és esszéista megtudta, hogy Hannelore Marek birtokolja a szerzői jogokat, és beleegyezett abba, hogy Hillers megtiltja a publikálást még életében. Felvette vele a kapcsolatot, amikor az egykori újságíró meghalt.
Walter Kempowski szakértői véleménye szerint legalább a könyv alapjául szolgáló eredeti naplóbejegyzések hitelesek. A Spiegel szerkesztőjének és Martin Doerry történészének áttekintése szerint Yuliya von Saal történész, a müncheni Kortárs Történeti Intézetből származó átfogó jelentés arra a következtetésre jut, hogy Hillers a napló kiadásakor irodalommal látta el eredeti naplójegyzeteit. A könyv csak részben áll naplójegyzeteiből, amelyek nagy részét valószínűleg maga a szerző írta hozzá az 1950-es évek elején. Ide tartozik minden olyan kijelentés is, amely egy kozmopolita szerzőre utal, aki elhatárolódott a náci rezsimtől. A megfelelő feljegyzések már az eredeti naplóbejegyzésekben is megtalálhatók. 2008-ban Max Färberböck Anonyma – Eine Frau in Berlin címmel forgatott filmet Nina Hoss főszereplésével.
Időközben Max Marek, a C. W. Ceram álnéven ismertté vált Kurt W. Marek bestseller-író fia, átadta Marta Hillers hagyatékát a Müncheni Kortárs Történeti Intézetnek (IfZ). Az IfZ archívuma elkészítette az anyagot, és 16 mappába rendezte, amelyek kutatás céljából rendelkezésre állnak.
Enzensberger, költő és esszéista, a Die Andere Bibliothek sorozat részeként megszervezte az Eine Frau új kiadásának kiadását Berlinben. 2005-ben az emlékiratot új angol fordításban a Virago Press, egy londoni feminista kiadó, az Egyesült Államokban pedig Macmillan adta ki. Német és angol kiadásban is bestseller lett.
Az újságírók 2003-ban gyorsan nyomozni kezdtek a szerző kilétének megállapítása érdekében. Jens Bisky, a Süddeutsche Zeitung irodalmi szerkesztője 2003 szeptemberében azt írta, hogy Hillers lehetett a névtelen szerző. Írt egy profilt az életéről, megjegyezve, hogy újságíró volt, aki magazinokon és újságokon dolgozott a náci korszak alatt és végzett néhány kisebb munkát a náci kormánynak. Úgy vélte, valószínűleg nem volt tagja a náci pártnak. Hannelore Marek, aki a szerzői jog birtokosa, nem erősítette meg, hogy Hillers volt az Egy nő Berlinben szerzője. Enzensberger „Skandal-journalismus”-nak (botrány-újságírásnak) minősítette Bisky megjegyzéseit. Más jelöltre nem tippeltek a könyv szerzőségével kapcsolatban.
Marek az 1954-es angol kiadáshoz írt utószavában megjegyezte, hogy a könyv egy kézírásos jegyzetekből készült gépiraton alapul. Özvegye, Hannelore Marek 1971-ben bekövetkezett halála után megőrizte ezeket. A Bisky-kinyilatkoztatások idején, 2003-ban Christian Esch, a Berliner Zeitungban írt, különbségeket állapított meg a kiadások és a Marek-féle feljegyzések között. Elmondta, hogy ha a naplót teljesen hiteles műnek fogadják el, akkor az eredeti példányokat szakértőknek kell megvizsgálniuk.
Ezt követően a jegyzetek vizsgálatát Walter Kempowski végezte el a kiadó megbízásából. Arra a következtetésre jutott, hogy ez egy valódi napló a háborús időszakról. Megjegyezte, hogy a gépirat és a kiadott könyv olyan anyagot tartalmaz, amely nem szerepel a naplóban, de ez nem szokatlan, mivel a könyvek kiadásra készülnek. Antony Beevor brit történész, aki a berlini csatáról írt "bírósági könyvet", megerősítette a könyv hitelességébe vetett hitét. Azt mondta, hogy ez megfelelt a korszakról és az általa felhalmozott egyéb elsődleges források saját részletes ismeretének. A könyv az angol és a német mellett hét nyelven jelent meg.
A könyvet német játékfilmként adaptálták és az Egyesült Államokban A Woman in Berlin címmel mutatták be (2009). Véletlenül ugyancsak 2008-ban Philip Boehm könyvének angol fordítását, amelyet 2005-ben adott ki a Virago, Iain McClure egy nő monológjaként dramatizálta, és 2009-ben a glasgow-i Arches Theatre New Works, New Worlds fesztiválján állították színpadra. Ahhoz, hogy egyszeri engedélyt kapjon a produkciójához, McClure-nak az első előadás napjáig be kellett nyújtania darabja forgatókönyvének újratervezeteit a német Eichborn kiadóhoz, hogy biztosítsa: nem került bele olyan tartalom, még csak képzeletbeli sem, ami veszélyeztethetné a szerző névtelenségét. A produkciót Deborah Neville rendezte, Molly Taylor adta elő.

## Könyvei
- Eine Frau in Berlin. Tagebuchaufzeichnungen vom 20. April bis 22. Juni 1945 (= Die Andere Bibliothek. Band Nr. 221). 2003, ISBN 3-8218-4534-1.
  - A Woman in Berlin. Virago Press, 2003, ISBN 1-84408-112-5.
  - anonym: A Woman in Berlin Bevezető: C. W. Ceram. fordította: James Stern Archiválva 2022. május 16-i dátummal a Wayback Machine-ben. Harcourt, Brace, New York 1954.
  - Anonyma: Egy nő Berlinben. Naplójegyzetek 1945. április 20-tól június 22-ig – Magvető, Budapest, 2005 · ISBN 9631424820 · Fordította: Nádori Lídia, utószó Kurt W. Marek

## Fordítás
- Ez a szócikk részben vagy egészben  a   Marta Hillers című angol Wikipédia-szócikk fordításán alapul.  Az eredeti cikk szerkesztőit annak laptörténete sorolja fel. Ez a jelzés csupán a megfogalmazás eredetét és a szerzői jogokat jelzi, nem szolgál a cikkben szereplő információk forrásmegjelöléseként.
- Ez a szócikk részben vagy egészben  a   Marta Hillers című német Wikipédia-szócikk fordításán alapul.  Az eredeti cikk szerkesztőit annak laptörténete sorolja fel. Ez a jelzés csupán a megfogalmazás eredetét és a szerzői jogokat jelzi, nem szolgál a cikkben szereplő információk forrásmegjelöléseként.